# ليدك
ليدك هي شركة مغربية تابعة لشركة سويز الفرنسية المتعددة الجنسيات حصلت على عقد لأكثر من 30 عاما في ظروف مثيرة للجدل من قبل إدريس البصري في عام 1997. قدرت أرباحها في نهاية ديسمبر 2015 إلى 6934 مليون درهم وقوتها العاملة 3600 موظف. وتتضمن نشاطات الشركة الكهرباء المياه والصرف الصحي في مدينة الدار البيضاء.